# لوك جاكوبسون
لوك جاكوبسون (بالإنجليزية: Luke Jacobson)‏ هو لاعب اتحاد الرغبي نيوزيلندي، ولد في 20 أبريل 1997.

## روابط خارجية
- لوك جاكوبسون عل موقع إسبنسكروم (الإنجليزية)
- لوك جاكوبسون على موقع ItsRugby.co.uk (الإنجليزية)